# David O’Bruadair
David O’Bruadair, irl. Dáibhí Ó Bruadair (ur. ok. 1625, zm. w styczniu 1698) – irlandzki poeta.
Pochodził z hrabstwa Cork. Był osobą dobrze wykształconą, poza ojczystym irlandzkim znał język angielski oraz łacinę, posiadał także gruntowną wiedzę historyczną i znajomość genealogii rodów iryjskich. Po podboju Irlandii przez Anglików z powodu rozkładu dawnych gaelickich struktur społecznych i zwalczania przez najeźdźców irlandzkojęzycznych twórców kultywujących dawne tradycje spędził jednak życie w biedzie, utrzymując się z pracy na farmach. 
Tworzył poematy historyczne, oparte w znacznym stopniu na Geoffrey'u Keatingu. Jest także autorem elegii ku pamięci zmarłych przedstawicieli arystokratycznych rodów irlandzkich, poezji religijnej i utworów o antyangielskiej wymowie.